# (940) Кордула
(940) Кордула (лат. Kordula) — астероид внешнего кольца Главного астероидного пояса. Открыт 10 октября 1920 года немецким астрономом Карлом Рейнмутом в обсерватории Хайдельберг-Кёнигштуль, Германия. Астероид был назван женским именем, взятым из немецкого ежегодного календаря Lahrer hinkender Bote, и никак не связанным с современниками Рейнмута.
Кордула не пересекает орбиту Земли, и делает полный оборот вокруг Солнца за 6,16 Юлианских лет.

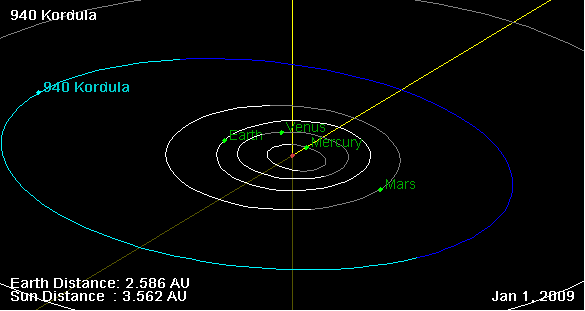
Орбита астероида Кордула, и его положение в Солнечной системе на 01.01.2009 г. Рисунок NASA JPL Small Body Orbit Viewer applet